# Мураз
Мураз (баш. Мораҙ) — деревня в Гафурийском районе Республики Башкортостан Российской Федерации. Входит в состав Имендяшевского сельсовета.

## География

### Географическое положение
Расстояние до:
- районного центра (Красноусольский): 52 км,
- центра сельсовета (Карагаево): 2 км,
- ближайшей ж/д станции (Белое Озеро): 59 км.

## Население
| 2002 | 2009 | 2010 |
| ---- | ---- | ---- |
| 118  | ↗133 | ↘124 |

Согласно переписи 2002 года, преобладающая национальность — башкиры (99 %).